# Nodar Koemaritasjvili

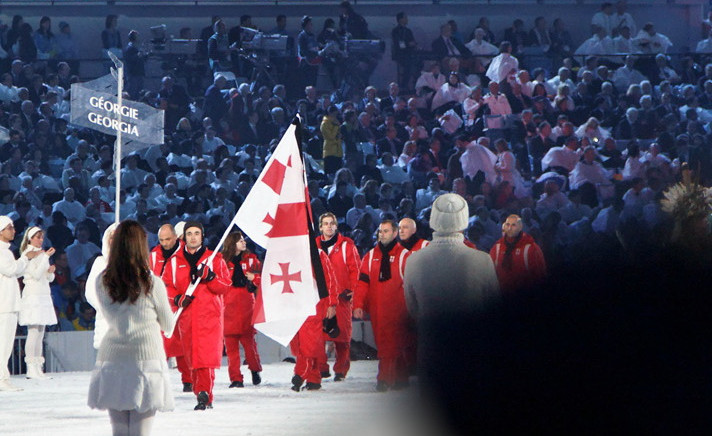
Het Georgische team met rouwbanden tijdens de opening, ter nagedachtenis aan Koemaritasjvili.

Nodar Koemaritasjvili (Georgisch: ნოდარ ქუმარიტაშვილი) (Bordzjomi, 25 november 1988 – Whistler, 12 februari 2010) was een Georgische rodelaar die sinds 2008 professioneel de sport beoefende. Hij verongelukte tijdens een training voor de Olympische Winterspelen in 2010.

## Levensloop
Nodar Koemaritasjvili werd geboren in 1988 in het Georgische Bordzjomi, destijds onderdeel van de Sovjet-Unie. Zijn vader Dato is een voormalig rodelaar en diens neef Felix is de voorzitter van de Georgische rodelbond.
Koemaritasjvili eindigde in de wereldbeker rodelen 2008/2009 als 55e. In het seizoen 2009/2010 nam hij deel aan vijf wereldbekerwedstrijden, genoeg voor een 44e positie. Koemaritasjvili was een van de twaalf Georgiërs die deelnamen aan de Olympische Winterspelen 2010. Hij had zich gekwalificeerd voor het onderdeel mannen-enkel, dat in de twee dagen na zijn dood zou worden gehouden.

### Dood
Op 12 februari 2010, vlak voor de openingsceremonie van de Winterspelen, vloog de Georgiër tijdens een training in het Whistler Sliding Centre met ruim 140 kilometer per uur uit de laatste bocht van het parcours en klapte tegen een zware pilaar. Kort erna overleed hij in het ziekenhuis aan de gevolgen van het ongeluk, reanimatie mocht niet meer baten.
Hij is de vierde verongelukte sporter in de geschiedenis van de Winterspelen.
De baan van het Whistler Sliding Centre stond al voor het zware ongeluk met Koemaritasjvili als gevaarlijk bekend: onder anderen Armin Zöggeler en Violeta Stramaturaru kwamen in de problemen tijdens trainingen en belandden beiden in het ziekenhuis. Het organisatiecomité besloot naar aanleiding van het ongeval de startplaats voor het mannen-rodelen lager in de baan te leggen, op de startplaats van het evenement voor de vrouwen, zodat de aan het eind van de baan bereikte snelheid lager zou zijn.
Later bleek dat Koemaritasjvili één dag voor het fatale incident al grote zorgen had over de veiligheid van de baan.

## Eerbetoon
De Georgische afvaardiging besloot de deelname aan deze Olympische Spelen niet te beëindigen. Bij de openingsceremonie liepen de Georgische atleten met een rouwband. De organisatie droeg de ceremonie op aan Koemaritasjvili. Tijdens de ceremonie werd een aantal keer stil gestaan bij zijn overlijden. Er werd een minuut stilte gehouden waarbij de Canadese en olympische vlag halfstok hingen en IOC-voorzitter Jacques Rogge betuigde namens de olympische familie zijn medeleven. De voorzitter van het organisatiecomité Vanoc, John Furlong, riep de atleten op om de olympische droom van de Georgiër op hun schouders mee te dragen en deel te nemen met zijn ziel in het hart.